# O2 Radio
O2 Radio (Hauts de Radio) est une radio associative de proximité diffusant un programme généraliste centré sur Bordeaux Métropole.

## Description
Cette station locale consacre une large partie de son temps d'antenne à des productions originales mettant l'accent sur la diversité culturelle, la vie associative et l'information de proximité. La programmation musicale y est particulièrement éclectique, passant du hard rock au hip-hop, en passant par les musiques expérimentales et psychédéliques ou encore le reggae.
Ses studios sont implantés à Cenon, une commune de la première couronne bordelaise (Bordeaux-Nord), sur les hauteurs de la rive droite (d'où son intitulé complet de radio des Hauts-de-Garonne). O2 Radio est diffusée en modulation de fréquence (FM) sur le 91,3 MHz et peut être reçue dans un périmètre de plus ou moins quarante kilomètres autour de Bordeaux.
La station naît en 1997 avec pour objectif de donner la parole à toutes les communautés vivant dans l'agglomération bordelaise, dans un esprit de tolérance et de compréhension mutuelle. Sa grille des programmes est à l'image de cette ambition, intégrant tribunes associatives, débats, chroniques culturelles et informatives et musique (des variétés aux courants musicaux traditionnellement moins mis en valeur sur les ondes).
O2 Radio veille également à maintenir une certaine cohésion sociale basée sur la diversité de notre société, le respect d’autrui, l’expression des solidarités ainsi que l’analyse de divers sujets d’actualité et de thématique lors de débats, d’émissions, d’évènements, produits et coproduits par O2 Radio et ses partenaires.
L'information est présente à l'antenne sous la forme de journaux repris de Radio France internationale (informations nationales et internationales) et sous la forme de flashs consacrés à l'actualité locale de Bordeaux et de la Gironde. O2 Radio produit et diffuse du lundi au vendredi son journal de midi à 13h depuis sa création.
La station propose également, en liaison avec des associations locales, des stages d'initiation aux techniques radiophoniques à destination des jeunes.

## Diffusion
- Bordeaux : 91.3 FM et disponible en DAB+
- Sur le site internet www.o2radio.fr